# غونيلا اولسون
غونيلا اولسون (بالسويدية: Gunilla Olsson)‏ هي ممثلة سويدية، ولدت في 7 سبتمبر 1943 في ستوكهولم في السويد.

## وصلات خارجية
- غونيلا اولسون على موقع IMDb (الإنجليزية)
- غونيلا اولسون على موقع قاعدة بيانات الأفلام السويدية (السويدية)
- غونيلا اولسون على موقع قاعدة بيانات الفيلم (الإنجليزية)